# Ctenochira potens
Ctenochira potens là một loài tò vò trong họ Ichneumonidae.